# Gastroserica bilyi
Gastroserica bilyi är en skalbaggsart som beskrevs av Ahrens 2000. Gastroserica bilyi ingår i släktet Gastroserica och familjen Melolonthidae. Inga underarter finns listade i Catalogue of Life.